# Вальдкирхен-ам-Везен
Вальдкирхен-ам-Везен (нем. Waldkirchen am Wesen) — коммуна (нем. Gemeinde) в Австрии, в федеральной земле Верхняя Австрия. 
Входит в состав округа Шердинг.  Население составляет 1281 человек (на 31 декабря 2005 года). Занимает площадь 21 км². Официальный код  —  41428.

## Политическая ситуация
Бургомистр коммуны — Херберт Штрассер (АНП) по результатам выборов 2003 года.
Совет представителей коммуны (нем. Gemeinderat) состоит из 19 мест.
- АНП занимает 12 мест.
- СДПА занимает 5 мест.
- АПС занимает 2 места.